# Erebia aconis
Erebia aconis är en fjärilsart som beskrevs av Hans Fruhstorfer 1916. Erebia aconis ingår i släktet Erebia och familjen praktfjärilar. Inga underarter finns listade i Catalogue of Life.